# 蛇紋岩

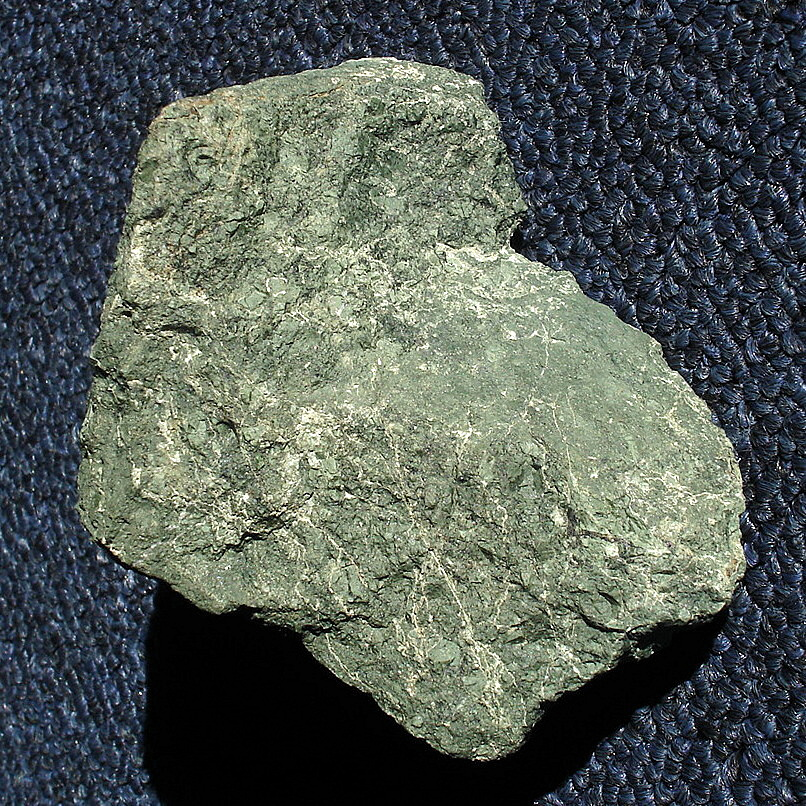
來自美國加利福尼亞州金門國家遊樂區的蛇紋岩樣品

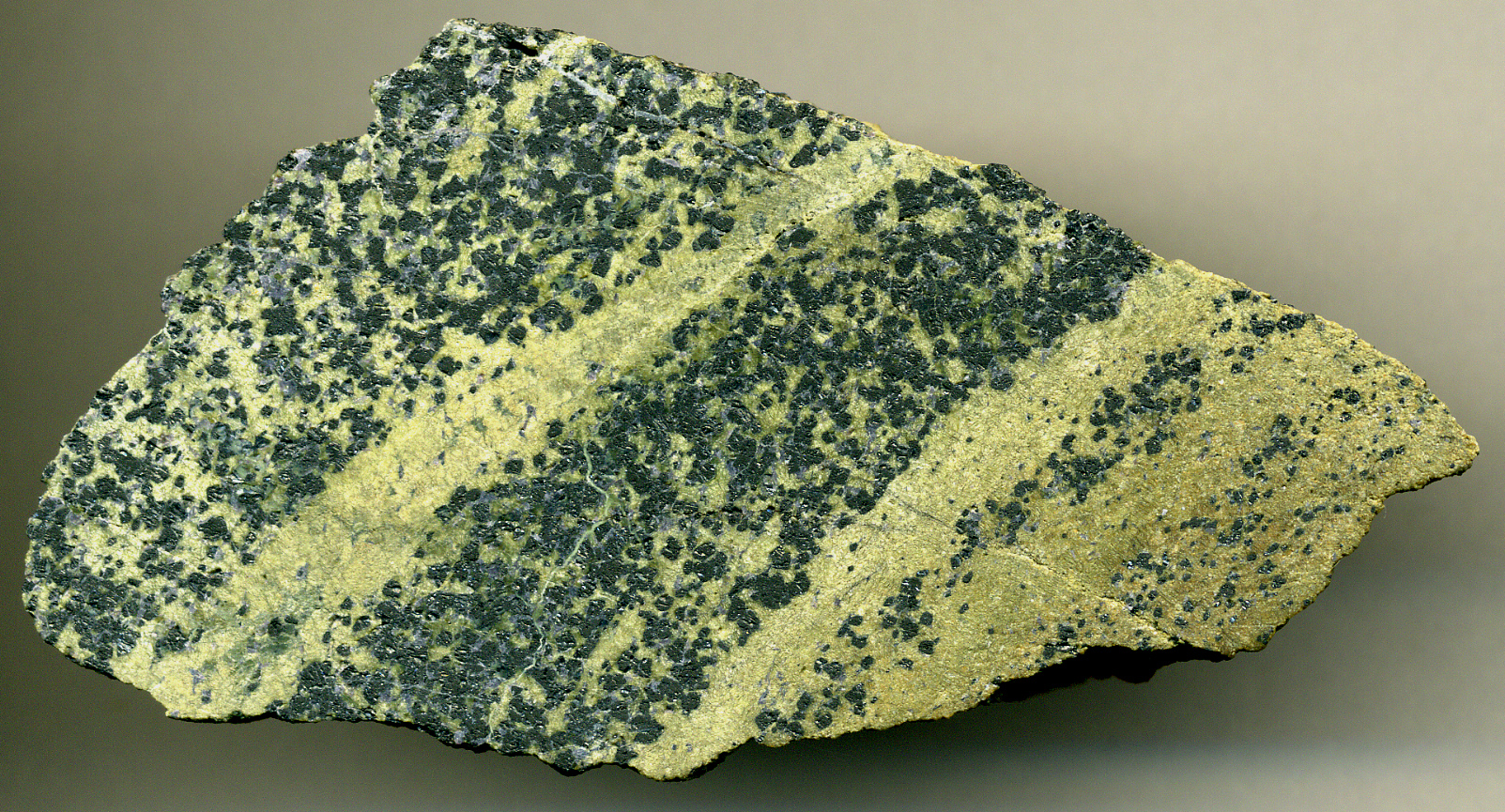
鉻鐵礦蛇紋岩（7.9公分寬），奧地利史泰爾馬克邦。原岩是一種元古宙-古生代早期上地函純橄欖岩橄欖岩，在泥盆紀、二疊紀和中生代期間多次變質。

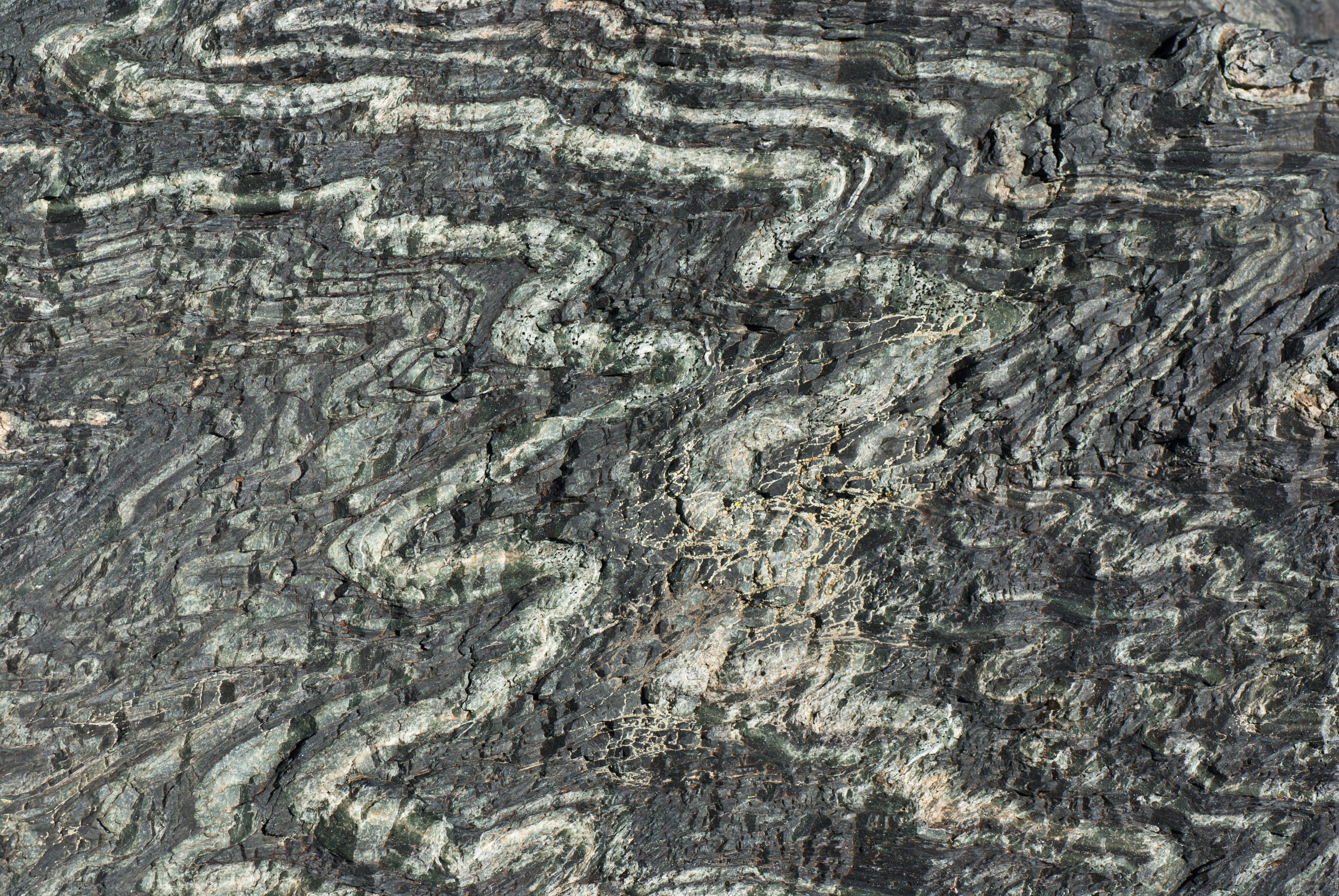
來自奧地利圖克斯山的緊密摺疊蛇紋岩。特寫視圖大約30公分×20公分。

蛇紋岩（英语：Serpentinite），主要由蛇紋石（Serpentine）礦物組成，為變質超基性岩，由富含鎂之矽酸鹽礦物，如長石等經熱水蝕變或變質作用，将超基性岩石中的橄榄石和辉石與水作用发生蛇纹石化，从而形成的一种变质岩。蛇纹岩质软，具有滑感，主要由蛇纹石组成，颜色一般为灰绿色、黑绿色或黄绿色，色泽不均匀，颜色鲜艳半透明的蛇纹岩可以作为工艺品原料或建筑装饰材料，而蛇纹岩中的石棉可以作为耐火材料，可以作为提炼镁或钙磷镁肥的原料，伴生的矿物有磁铁矿、钛铁矿、铬铁矿、菱镁矿、滑石、石棉、镍、钴、铂等。
蛇紋岩產地分布在内蒙古、甘肃、云南、四川和西藏等地。

### 海底熱泉和泥火山

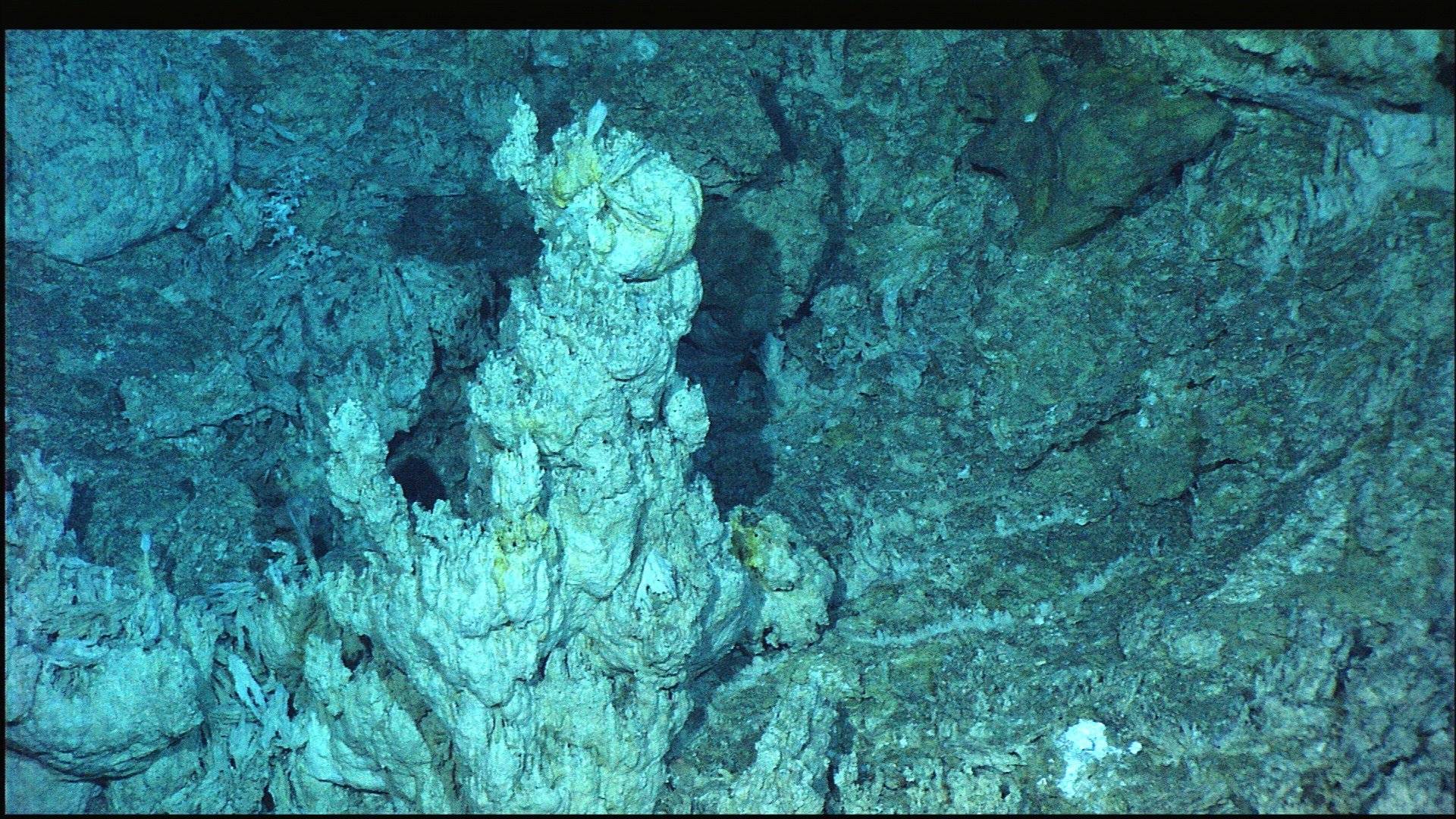
失落之城熱液田的白色碳酸鹽礦物塔尖

## 外部連結
- 臺灣經濟部中央地質調查所《臺灣地質知識服務網》 （页面存档备份，存于）